# 巴尔内阿里奥阿罗约杜西尔瓦
巴尔内阿里奥阿罗约杜西尔瓦是巴西圣卡塔琳娜州的一个市镇。总面积93.819平方公里，总人口8089人，人口密度86.2人/平方公里。